# Северный управленческий округ

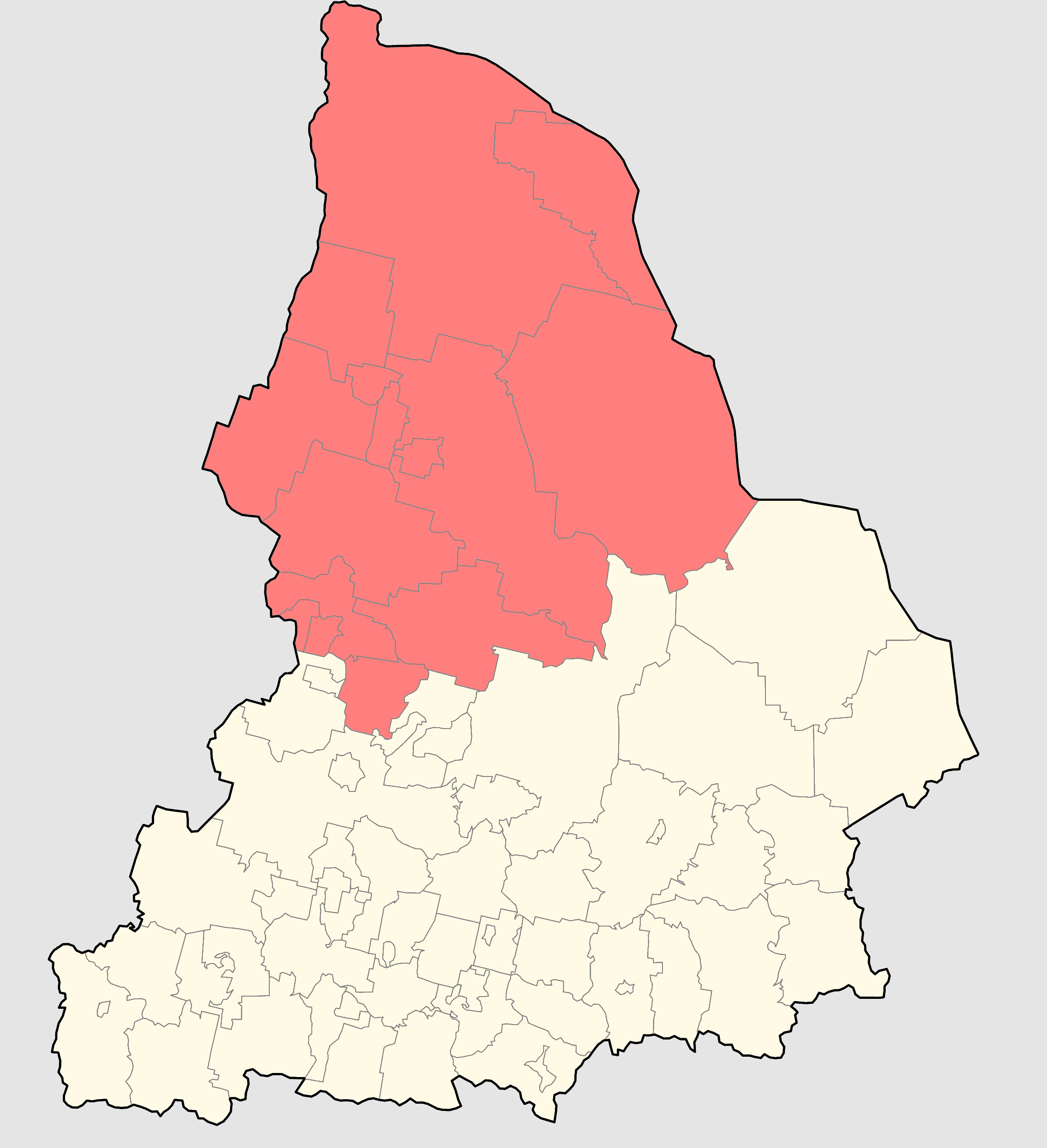
Северный управленческий округ на карте Свердловской области

Северный управленческий округ — территориальное формирование в Свердловской области, не являющееся административно-территориальной единицей, но имеющее территориальный исполнительный орган государственной власти в виде администрации управленческого округа. Центр округа — город Краснотурьинск.
Округ образован в 1997 году. Площадь округа составляет 79 561,4 км². Численность населения — 468 797 человека (на 2018 год ) 
Администрация управленческого округа является территориальным межотраслевым исполнительным органом государственной власти Свердловской области, участвующим в выработке мер по обеспечению комплексного социально-экономического развития Свердловской области, координации деятельности территориальных отраслевых исполнительных органов государственной власти Свердловской области, осуществлению анализа и прогноза социально-экономического развития Свердловской области на территориях одной или нескольких административно-территориальных единиц Свердловской области.
Управляющие округом:
- 1 Иван Иванович Граматик — 1997—2013 годы.
- 2 Владимир Иванович Овчинников — 2013—2016 годы.
- 3 Евгений Юрьевич Преин — с декабря 2016 года по ноябрь 2023 года
- 4 Александр Вячеславович Вервейн - с 13 декабря 2023 года

## Состав
Согласно Областному закону от 24 декабря 1996 года N 58-ОЗ «Об исполнительных органах государственной власти Свердловской области», администрация Северного управленческого округа Свердловской области находится в городе Краснотурьинске и осуществляет деятельность на территориях следующих административно-территориальных единиц Свердловской области: 4 районов, 8 городов (городов областного значения) и 1 закрытого административно-территориального образования.
| Административно- территориальная единица | Административный центр АТЕ | Муниципальные образования в границах АТЕ | Число АТЕ | Число АТЕ     | Число АТЕ        | Число АТЕ |
| Административно- территориальная единица | Административный центр АТЕ | Муниципальные образования в границах АТЕ | число вгр | число городов | число пгт (р.п.) | число c/c |
| ---------------------------------------- | -------------------------- | ---------------------------------------- | --------- | ------------- | ---------------- | --------- |
| Верхотурский район                       | город Верхотурье           | ГО Верхотурский                          |           | 1             | 0                | 10        |
| Гаринский район                          | пгт Гари                   | Гаринский ГО                             |           | 0             | 1                | 10        |
| Новолялинский район                      | город Новая Ляля           | Новолялинский ГО                         |           | 1             | 0                | 6         |
| Серовский район                          | город Серов                | Серовский ГО                             |           | 0             | 1                | 10        |
| Серовский район                          | город Серов                | Сосьвинский ГО                           |           | 0             | 1                | 10        |
| город Ивдель                             | город Ивдель               | Ивдельский ГО                            |           | 1             | 1                | 5         |
| город Ивдель                             | город Ивдель               | ГО Пелым                                 |           | 1             | 1                | 5         |
| город Карпинск                           | город Карпинск             | ГО Карпинск                              |           | 2             | 0                | 2         |
| город Карпинск                           | город Карпинск             | Волчанский ГО                            |           | 2             | 0                | 2         |
| город Качканар                           | город Качканар             | Качканарский ГО                          |           | 1             | 0                | 0         |
| город Краснотурьинск                     | город Краснотурьинск       | ГО Краснотурьинск                        |           | 1             | 0                | 1         |
| город Красноуральск                      | город Красноуральск        | ГО Красноуральск                         |           | 1             | 0                | 2         |
| город Нижняя Тура                        | город Нижняя Тура          | Нижнетуринский ГО                        |           | 1             | 0                | 3         |
| город Североуральск                      | город Североуральск        | Североуральский ГО                       |           | 1             | 0                | 1         |
| город Серов                              | город Серов                | Серовский ГО                             |           | 1             | 0                | 1         |
| ЗАТО город Лесной                        | город Лесной               | ГО город Лесной                          |           | 1             | 0                | 0         |
| ВСЕГО                                    |                            |                                          | 0         | 12            | 3                | 51        |

В рамках муниципального устройства области, управленческий округ включает образованные в границах административно-территориальных единиц соответственно 15 муниципальных образований:
- городской округ Верхотурский
- Волчанский городской округ
- Гаринский городской округ
- Ивдельский городской округ
- городской округ Карпинск
- Качканарский городской округ
- городской округ Краснотурьинск
- городской округ Красноуральск
- Городской округ «город Лесной»
- Нижнетуринский городской округ
- Новолялинский городской округ
- городской округ Пелым
- Североуральский городской округ
- Серовский городской округ
- Сосьвинский городской округ

## История
На ряде карт, по-видимому, ошибочно (или в соответствии со старыми данными) указывается, что в состав данного округа входят также Кушва и Верхняя Тура, однако они входят в состав Горнозаводского управленческого округа.
1 октября 2017 года Областной закон от 23 июня 1997 года № 38-ОЗ «О Северном управленческом округе» утратил силу, а администрация управленческого округа стала действовать согласно закону Свердловской области «Об исполнительных органах государственной власти Свердловской области», в частности, Главе III. Территориальные исполнительные органы государственной власти Свердловской области.